# Veikko Aaltonen

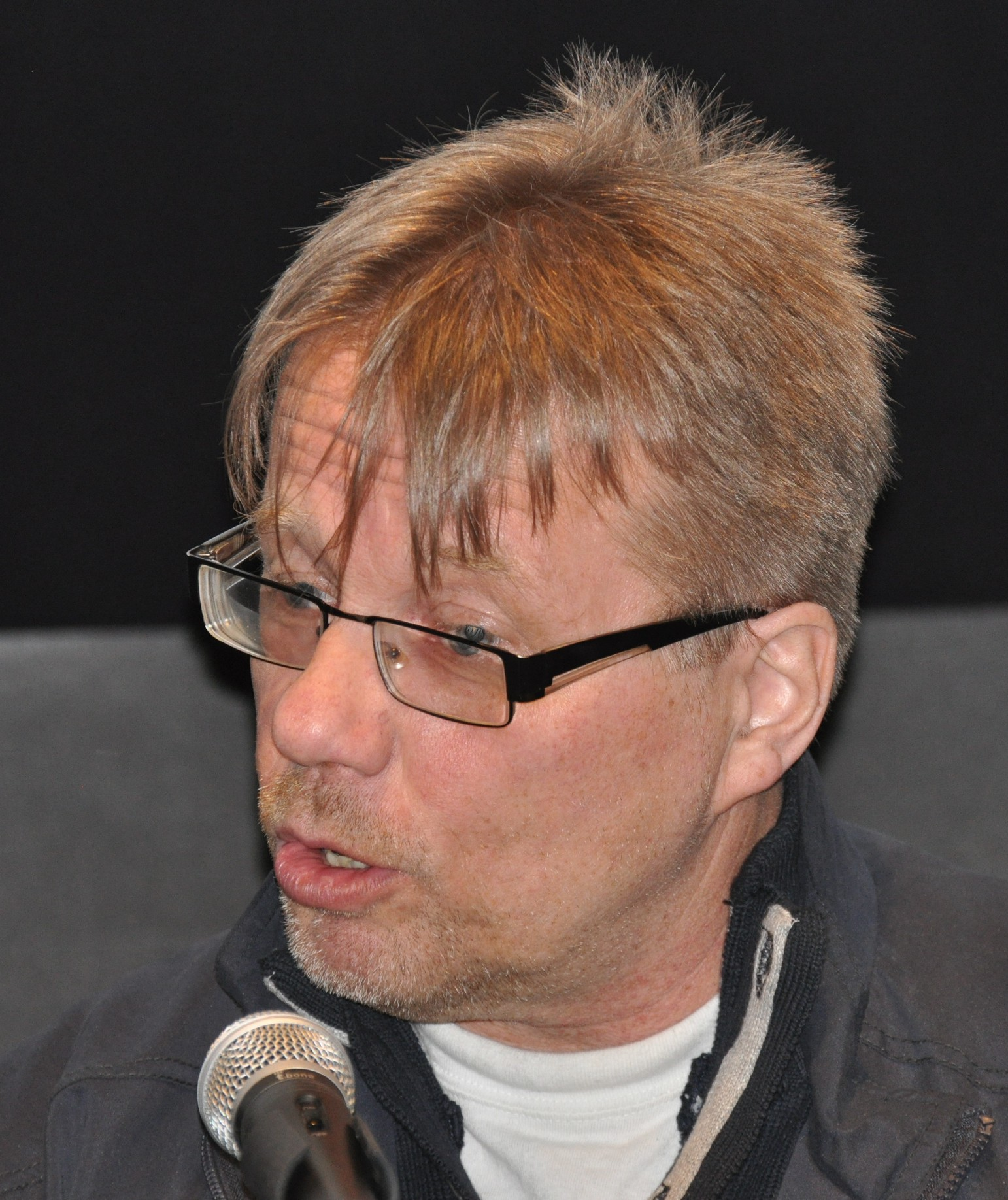
Veikko Aaltonen (2013)

Veikko Onni Juhani Aaltonen (* 1. Dezember 1955 in Sääksmäki, Finnland) ist ein finnischer Regisseur, Filmeditor, Redakteur, Tontechniker, Produktionsleiter, sowie Film- und Fernsehautor und -Schauspieler.

## Karriere
Aaltonen begann seine Karriere Mitte der 1970er als Tontechniker in vielen verschiedenen Filmen. Den Höhepunkt seiner noch jungen Karriere stellte die Zusammenarbeit mit  Rauni Mollberg dar. Er arbeitete als Koautor an zwei seiner Filme mit, Milka (1980) und Der Unbekannte Soldat (1985). In den 1980er, 1990er Jahren und frühen 2000er Jahren war er auch als Filmeditor tätig. Als solcher war er auch an dem Film Crime and Punishment (1983) beteiligt.
1987 führte Aaltonen bei seinem ersten Spielfilm Tilinteko Regie, bei dem er ebenfalls, neben Aki Kaurismäki, der den Film auch produzierte, Mitautor war. Fünf Jahre später entstand unter seiner Regie ein Film, der als sein eigentlicher Höhepunkt angesehen wird: Der Verlorene Sohn (1992).
Des Weiteren hat Aaltonen Dokumentarfilme geschaffen und bei Fernsehserien Regie geführt.

## Filmografie (Auswahl)
- 1981: Matkalla
- 1983: Crime and Punishment (Rikos ja rangaistus)
- 1992: Das Leben der Bohème (Boheemielämää)
- 1993: Vater unser (Isä meidän)
- 1999: Rakkaudella, Maire
- 2004: Juoksuhaudantie
- 2004: Työväenluokka
- 2005: Die beste Mutter (Äideistä parhain)
- 2005: Paimenet